# Emily Menges
Emily Menges (* 28. Juli 1992 in Garden City, New York) ist eine US-amerikanische Fußballspielerin, die seit der Saison 2014 beim Portland Thorns FC in der National Women’s Soccer League unter Vertrag steht.

## Karriere

### Verein
Während ihres Studiums an der Georgetown University spielte Menges von 2010 bis 2013 für das dortige Hochschulteam der Georgetown Hoyas. Im Januar 2014 wurde sie beim College-Draft der NWSL in der dritten Runde an Position 25 von der Franchise Portlands unter Vertrag genommen und debütierte dort am 12. April 2014 bei einem Auswärtssieg gegen die Houston Dash.

### Nationalmannschaft
Im Dezember 2013 wurde Menges von Trainer Steve Swanson erstmals in ein Trainingslager der U-23-Nationalmannschaft der Vereinigten Staaten eingeladen.

## Erfolge
- 2017: Gewinn der NWSL-Meisterschaft (Portland Thorns FC)